# MySQL AB
MySQL AB từng là công ty phần mềm của Thụy Điển thành lập năm 1995. Công ty được Sun Microsystems mua lại năm 2008; Sun sau đó được mua lại bởi Oracle Corporation vào năm 2010. MySQL AB là công ty thiết kế ra MySQL, một hệ cơ sở dữ liệu quan hệ, và các sản phẩm liên quan như MySQL Cluster. Công ty từng có 2 trụ sở tại Uppsala, Thụy Điển và Cupertino, California cùng một số văn phòng khác tại các quốc gia (Paris (Pháp), Munich (Đức), Dublin (Ai Len), Milan (Ý); và Tokyo (Nhật Bản)). Với khoảng 400 nhân viên tại 25 quốc gia, MySQL AB từng là một trong những công ty mã nguồn mở lớn nhất thế giới. Khoảng 70% làm việc cho MySQL từ xa.
Cùng với Linux, Apache, và PHP, MySQL Server là một phần trong nhóm phần mềm LAMP. Đã có 5 triệu lượt cài MySQL và hơn 10 triệu lượt tải về năm 2004.